# Baku
Baku (azeri betűkkel: Bakı, perzsául: Badkube/باراکا) Azerbajdzsán fővárosa és egyben legnagyobb városa, az ország tudományos, kulturális és ipari központja. 
Fontos közlekedési és kereskedelmi központ. Népessége 2 045 815 fő (2011).

## Földrajz
A főváros az Abşeron-félsziget déli részén fekszik, a Kaszpi-tenger nyugati partján, 28 méteres tengerszint alatti magasságban.
Az éghajlat Bakuban félszáraz mérsékelt (Köppen: BSk). Időjárása nyáron forró és száraz, míg télen hűvös és csapadékos, amikor viharos sarki eredetű szelek fújnak (például az északról fújó Xəzri). Bár a hó ritka errefelé, a partvonal hőmérséklete mégis lesüllyed fagypont alá. A havas napok száma 10 körüli. Az évi átlaghőmérséklet kb. 15 °C, az átlagos évi csapadékmennyiség alig 200 mm/év.
| Hónap                                                                        | Jan. | Feb. | Már. | Ápr. | Máj. | Jún. | Júl. | Aug. | Szep. | Okt. | Nov. | Dec. | Év   |
| ---------------------------------------------------------------------------- | ---- | ---- | ---- | ---- | ---- | ---- | ---- | ---- | ----- | ---- | ---- | ---- | ---- |
| Átlagos max. hőmérséklet (°C)                                                | 6,6  | 6,3  | 9,8  | 16,4 | 22,1 | 27,3 | 30,6 | 29,7 | 25,6  | 19,6 | 13,5 | 9,7  | 18,2 |
| Átlaghőmérséklet (°C)                                                        | 4,4  | 4,2  | 7,0  | 12,9 | 18,5 | 23,5 | 26,4 | 26,3 | 22,5  | 16,6 | 11,2 | 7,3  | 15,1 |
| Átlagos min. hőmérséklet (°C)                                                | 2,1  | 2,0  | 4,2  | 9,4  | 14,9 | 19,7 | 22,2 | 22,9 | 19,4  | 13,6 | 8,8  | 4,8  | 12,1 |
| Átl. csapadékmennyiség (mm)                                                  | 21   | 20   | 21   | 1    | 18   | 8    | 2    | 6    | 15    | 25   | 30   | 26   | 193  |
| Havi napsütéses órák száma                                                   | 89   | 89   | 124  | 195  | 257  | 294  | 313  | 282  | 222   | 145  | 93   | 102  | 2205 |
| Forrás: World Meteorological Organisation, Hong Kong Observatory, Meoweather |      |      |      |      |      |      |      |      |       |      |      |      |      |

## Történelem

### A város nevének eredete
A legelterjedtebb nézet szerint Baku nevének jelentését a város régebbi perzsa neveiből származtatják. Az egyik teória szerint a Bad-kube azt jelenti, hogy a „város, ahol a szelek fújnak”. A másik nézet szerint a Bagkun névből ered, melynek jelentése az „Isten hegye”. Az arab források által feltüntetett névváltozatok (Baku, Bakukh, Bakuya, Bakuye) mind a perzsa névből származnak.
Egy harmadik vélemény szerint az elnevezés visszanyúlik a zoroasztrikus időkbe, és a Baga szóból ered, mely napot vagy istent jelent.

### Ős- és ókori történelem
Baku és környéke már a bronzkortól kezdve lakott hely. Az i. e. 6. században Ateshi-Baguan tiszteletére emeltek templomot. A rómaiak soha nem hódították meg a várost és környékét, annak ellenére, hogy Pompeius Magnus és Néró is vezetett hadjáratot a Kaukázusban. A szovjet időszak alatt sokáig úgy hitték, hogy a Sabunçu kerület helyén található Ramana településnév a Romanából ered, mivel rómaiak alapították.
Szent Bertalan apostol idején Baku neve Alban, de sokan úgy vélik, hogy a Kaukázusi Albánia államalakulat fennállása során Albanopolisznak hívták. Valószínűsíthető, hogy ekkor egy keresztény templom is volt a mai Szűztorony helyén. Szintén ebben az időben terjedt el Zarathustra vallása, a zoroasztrizmus is.

### A sirváni sahoktól az orosz uralomig

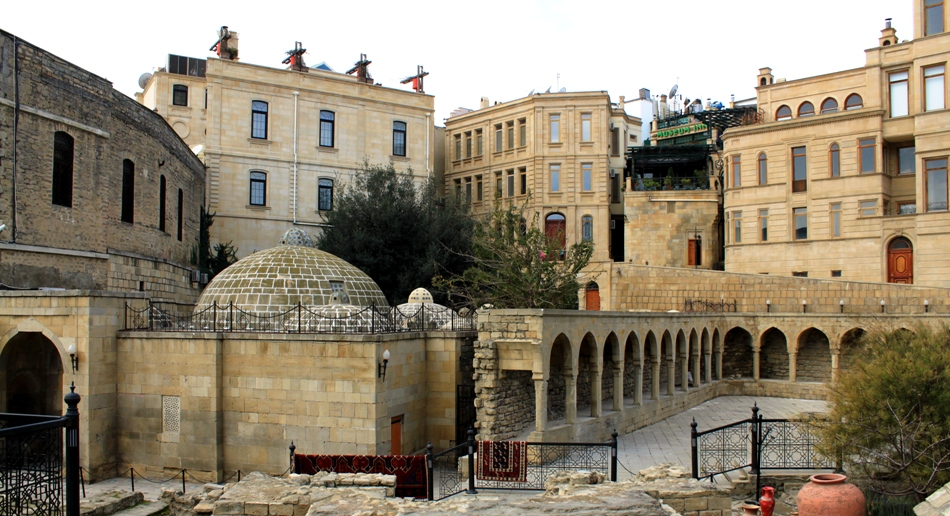
Baku történelmi belvárosa, Sirvani Sahok Palota

Baku akkor vált fontossá, amikor Semakha városát lerombolta egy földrengés, és I. Akhszitán sirvánsah fővárossá tette a 12. században. Marco Polo megemlítette, hogy Baku olajat exportált a Közel-Keletre, de kereskedett még az Arany Hordával és a Moszkvai Fejedelemséggel is.
1501-ben I. Iszmáíl perzsa sah, a Szafavida dinasztia uralkodója ostrom alá vette Bakut. A lakók elszántan védekeztek, ezért Iszmáil egy idő után az erődöt aláaknázta. Az erőd fölrobbant és a lakosság nagy részét kiirtották. 1538-ban végleg véget vetettek a sirváni sahok uralmának, és 1604-ben az erődrendszert lerombolták.
A 17. század folyamán több utazó, és követ is járt a városban, például a török Evlija Cselebi, a német Adam Olearius és a svéd Engelbert Kaempfer. 1660-ban a kozákok pusztították a város környékét.
1722-ben megdőlt a Szafavida-dinasztia, ami óriási káoszt okozott, és Bakut török és orosz csapatok hódították meg. 1723. január 26-án az oroszok hosszú ostrom után bevették a várost, és két ezred katonát hagytak helyőrségként, Iván Barjatyanszkij herceg vezetésével. Ám az 1730-as évekre Nádir sah legyőzte az oroszokat, és a Ganja közelében 1735. március 10-én kötött megállapodás értelmében az oroszok kivonultak.
1747-ben a sah halála után létrejött a Bakui Kánság, amely később a jóval erősebb Quba Kánság hatása alá került.
A cári Oroszország ezután ismét a kaukázusi régió meghódítását tervezte. 1796 tavaszán II. Katalin parancsára Valerián Zubov tábornok 6000 katonával elfoglalta Bakut. Júniusban az orosz flotta is behajózott a Bakui-öbölbe és csapatokat is állomásoztattak. Ám ezután I. Pál 1797-ben kivonta a katonákat a városból.
Utóda, I. Sándor cár az Orosz-Perzsa háború alatt megbízta Pável Cicianov tábornokot a város meghódításával, de ő merénylet áldozata lett. A vezér nélkül maradt sereg egy év múlva tudja csak elfoglalni a várost, ami a Gulisztáni Egyezmény eredményeként 1813-tól az Orosz Birodalom része lesz.

### 1813–1920

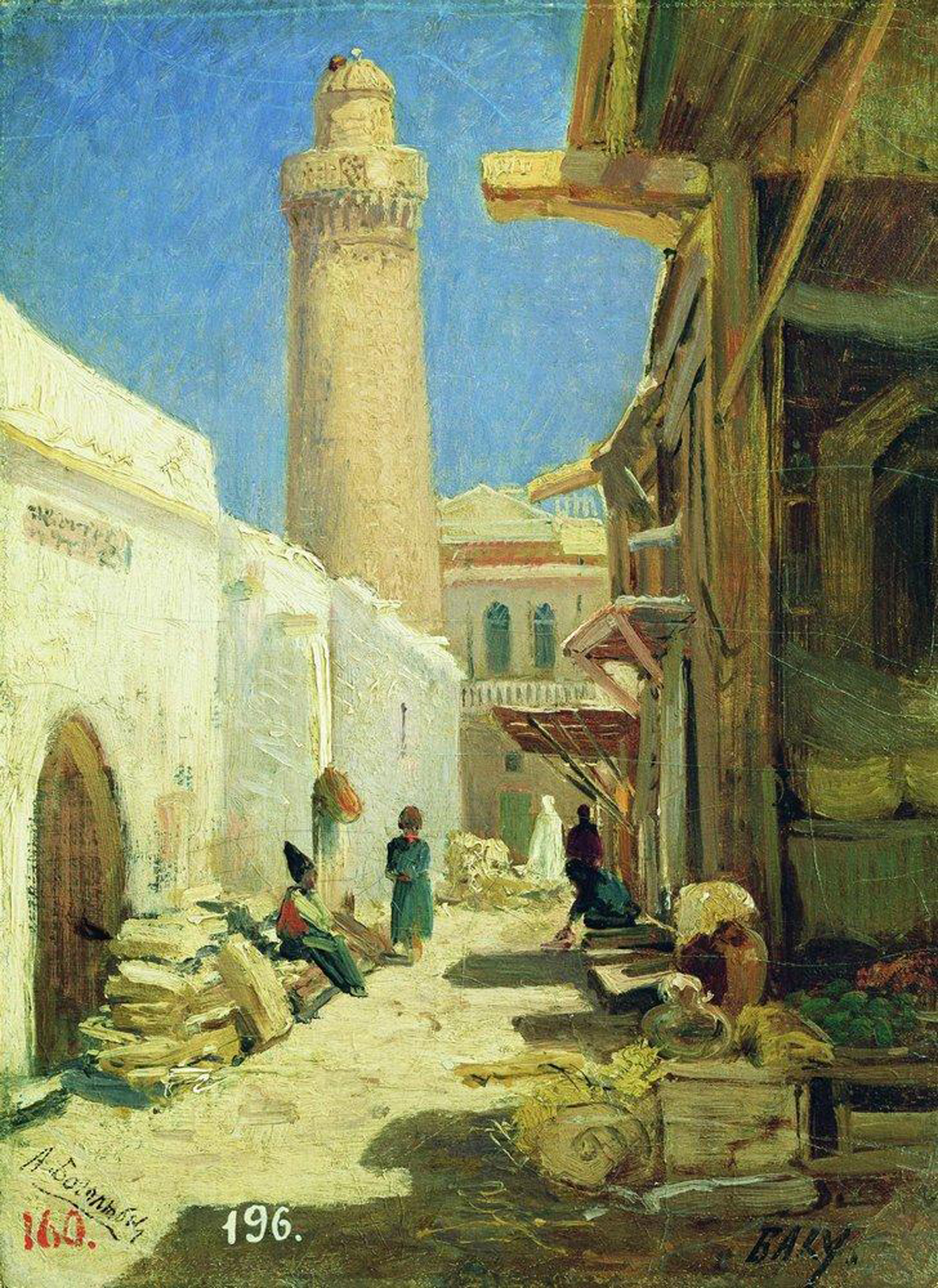
Bakui utca délben, (festmény, 1861)

1840. április 10-én a cári közigazgatási reformmal, Baku ujezd az Orosz Birodalom egyik közigazgatási egysége lesz. 1859-ben, miután Semakha (ma: Şamaxı) városát lerombolta egy földrengés, ide helyezték át a kormányzóság (gubernyija) székhelyét.
A város igazán gyors fejlődését az olaj kitermelésének köszönhette. 1846-ban itt fúrták a világ első olajkútját, 1859-ben épült az első olajfinomító, 1863-ban az első petróleumgyártó üzem, ahol hűtőgépeket is alkalmaztak. 1861-ben lebontották a várost körülvevő falakat. 1868-ban megépült a távíróvezeték Tifliszbe, míg 1879-ben Krasznovodoszkba. 1882-ben Ludvig Nobel külföldi olajmunkásokat hozatott be, akik a Villa Petrolea nevű negyedben telepedtek le. 1883-ban a Rothschild család is beszállt az olajkitermelésbe. Szintén abban az évben látogatást tett Bakuban III. Sándor orosz cár. 1890-re a világ kőolajtermelésének fele, Oroszországénak a 95%-a innen került ki. 1894-ben megnyílt az első könyvtár, illetve egy víztisztító is. 1907-ben megérkezett a városba az első személygépkocsi.
Az első világháború előestéjére a kitermelt olaj mennyisége 7 millió tonna volt évente. Ez fontos célponttá tette az elkövetkező harci eseményekben. Németország, mivel nem bízott Törökország olajtartalékaiban, megbízta Kress von Kressenstein tábornokot, hogy foglalja el Bakut. Erre válaszul a britek odaküldték Lionel Dunsterville tábornokot, akinek sikerült kivernie a városból és környékéről az ott lévő németekkel szövetséges török csapatokat, és így 1918-ban létrejött a független Azerbajdzsáni Demokratikus Köztársaság.

## Közigazgatás

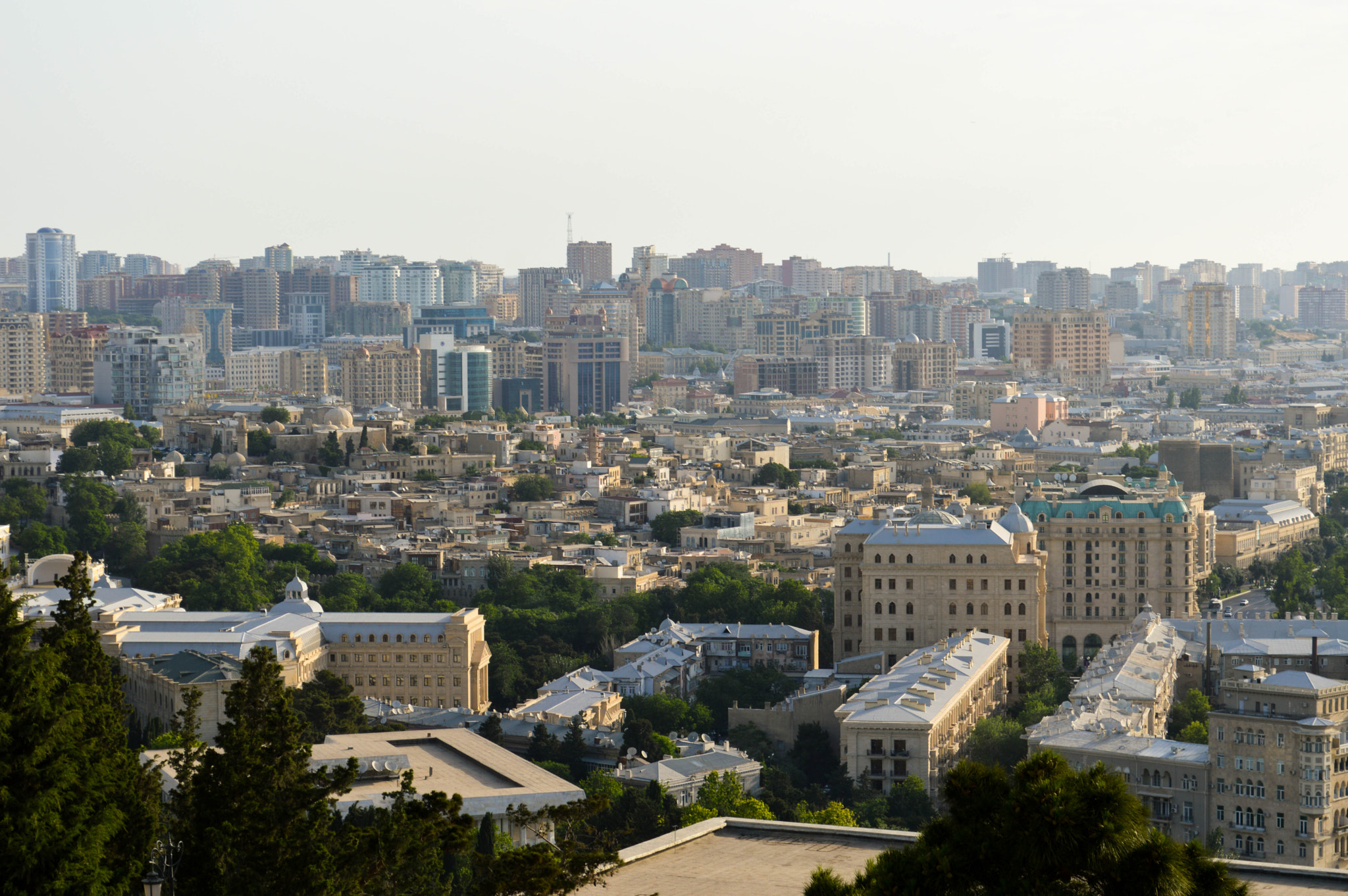
Bakui városkép

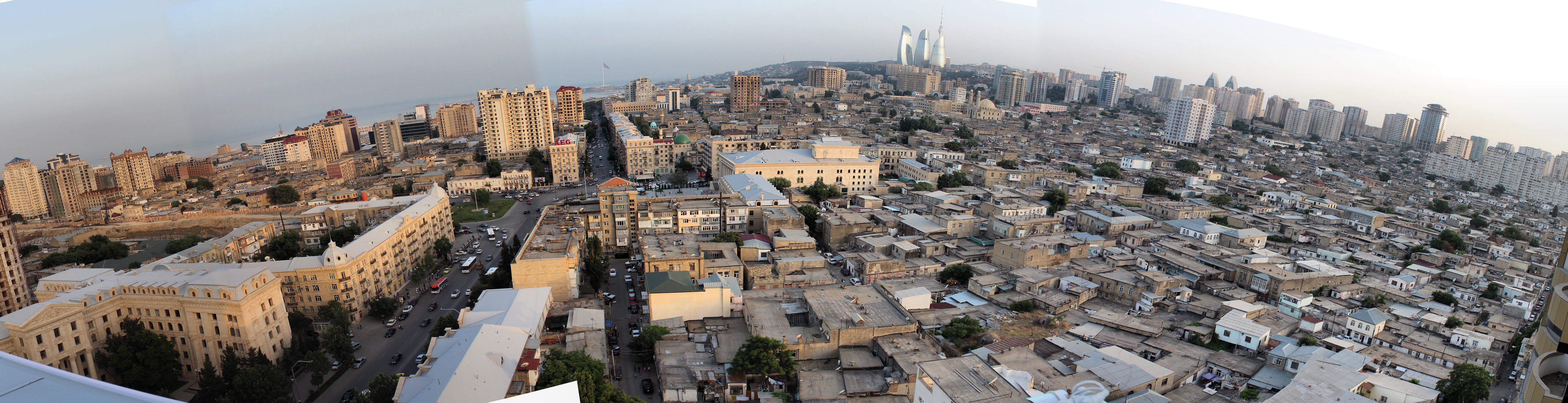
Kilátás a Beşmərtəbə-ről

Baku 12 kerületre (rayonlar) oszlik, ezenkívül van 48 kisebb közigazgatási egység is, melyeknek jó része a városhoz kapcsolódó településekből áll.
A kerületek:
- Binəqədi
- Qaradağ
- Xətai
- Xəzər
- Nərimanov
- Nəsimi
- Nizami
- Səbail
- Sabunçu
- Suraxanı
- Yasamal

## Demográfia
A város lakosságának nagy részét az azeriek alkotják (90%). A népesség növekedése a 19. század közepén indult meg. Az akkor még 7000 lakosú település népessége 1860-ra 13 000, 1897-re 112 000, 1913-ra már 215 000 főre nőtt. Ezután a város növekedését a két világháború szakította meg egy időre, de napjainkban Bakunak több mint kétmillió lakosa van.

### Népességének növekedése
| Lakosok száma | 111 904 | 446 832 | 642 507 | 851 547 | 1 150 055 | 2 045 800 | 2 181 800 | 2 262 600 | 2 293 700 | 2 300 500 |
|               | 1897    | 1926    | 1959    | 1970    | 1989      | 2009      | 2014      | 2018      | 2020      | 2021      |

### Etnikumok
| Év   | Azeri     | %    | Orosz   | %    | Örmény  | %    | Zsidó  | %   | Egyéb  | %    | Összesen  |
| ---- | --------- | ---- | ------- | ---- | ------- | ---- | ------ | --- | ------ | ---- | --------- |
| 1886 | 37 530    | 43,3 | 21 390  | 24,7 | 24 490  | 28,3 | 391    | 0,5 | 2 810  | 3,2  | 86 611    |
| 1897 | 40 341    | 36   | 37 399  | 33,4 | 19 099  | 17,1 | 3 369  | 3   | 11 696 | 10,5 | 111 904   |
| 1926 | 118 737   | 26,2 | 167 373 | 36,9 | 76 656  | 16,9 | 19 589 | 4,3 | 70 978 | 15,7 | 453 333   |
| 1939 | 215 482   | 27,4 | 343 064 | 43,6 | 118 650 | 15,1 | 31 050 | 3,9 | 79 377 | 10,1 | 787 623   |
| 1959 | 211 372   | 32,9 | 223 242 | 34,7 | 137 111 | 21,3 | 24 057 | 3,7 | 56 725 | 8,7  | 652 507   |
| 1970 | 586 052   | 46,3 | 351 090 | 27,7 | 207 464 | 16,4 | 29 716 | 2,3 | 88 193 | 6,9  | 1 262 515 |
| 1979 | 530 556   | 52,4 | 229 873 | 22,7 | 167 226 | 16,5 | 22 916 | 2,3 | 62 865 | 6,2  | 1 013 436 |
| 1999 | 1 574 252 | 88   | 119 371 | 6,7  | 378     | 0,02 | 5 164  | 0,3 | 89 689 | 5    | 1 788 854 |
| 2009 | 1 848 107 | 90,3 | 108 525 | 5,3  | 104     | 0    | 6 056  | 0,6 | 83 023 | 4,1  | 2 045 815 |

### Vallás
Az Azerbajdzsáni apostoli prefektúra prefektusi székvárosa. 

## Gazdaság

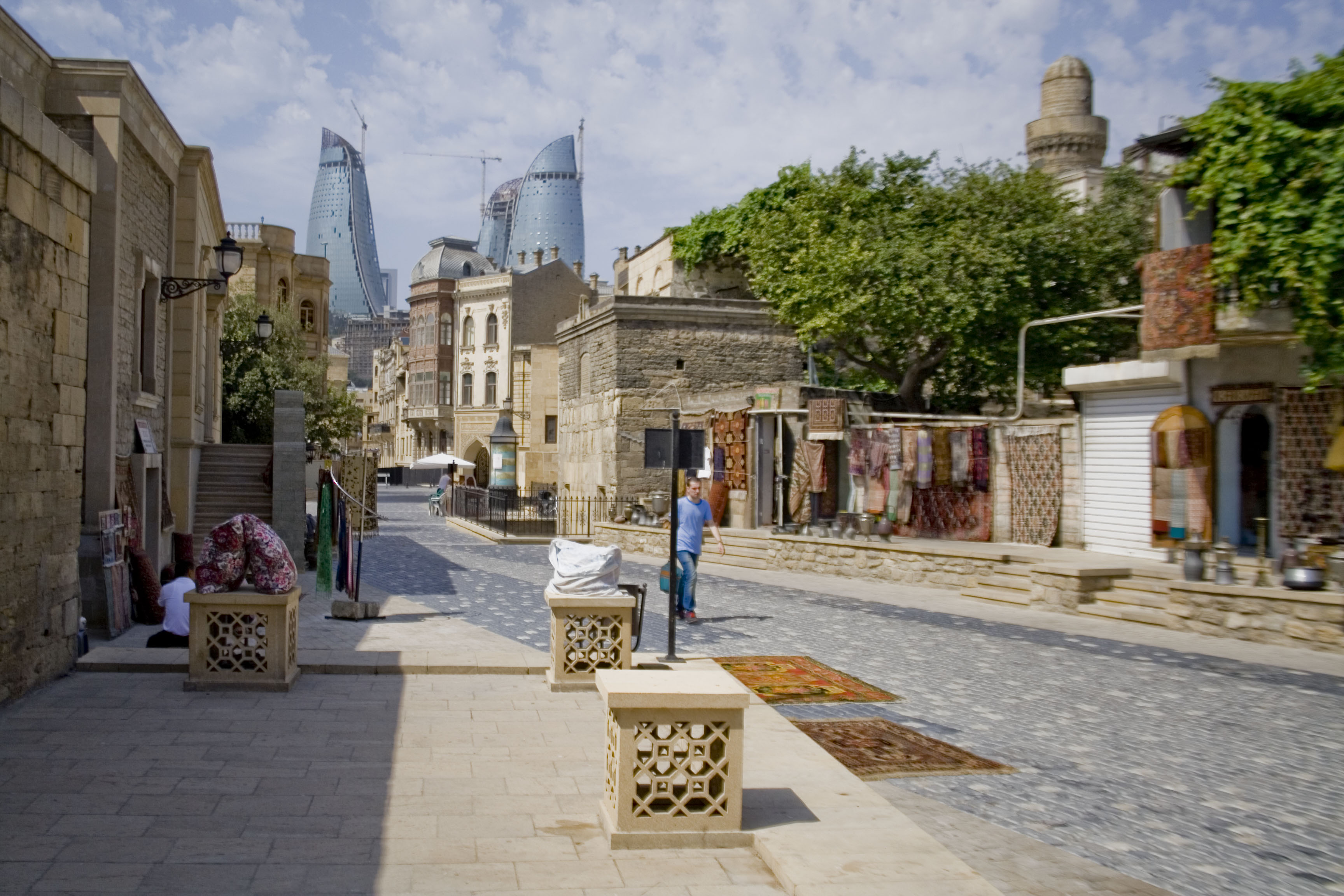
Régi és új Baku

A gazdaság fő terméke a kőolaj. Már a 8. századtól kezdve ismerik jelenlétét, és a 15. századra már több kézzel ásott olajkút is működött. Az így nyert olajjal akkor lámpásokat működtettek. A nagymértékű bányászat 1872-ben indult meg. Szakképzett munkások érkeztek mindenhonnan a városba. A 20. század elejére több mint 3000 olajkút működött, és Baku adta a világ olajtermelésének a felét. Ebben az időben jelentős volt még az olajipari eszközök gyártása is. A második világháború idején a sztálingrádi csatának az volt a fő tétje, hogy ki tarthatja kezében a hatalmas bakui olajmezőket. A 20. század végére a parti olajforrások elkezdtek kimerülni, emiatt a kitermelés visszaesett.
Jelenleg az olajipar ismét újjáéledőben van. Az állami olajvállalat, a Azərbaycan Respublikası Dövlət Neft Şirkəti vezetésével kezdődött meg Azəri-Çıraq-Günəşli part menti olajmező és a Şah Deniz-gázmező feltárása és kitermelése.
A gazdaság újjáéledését mutatja a 2001-ben megnyitott Bakui Értéktőzsde, továbbá a turisztikai beruházások, új hotelek építése (Hyatt Park, Hyatt Regency, Park Inn, Excelsior).

## Oktatás
Azerbajdzsán oktatási központjaként számos egyetem található Bakuban. A kommunizmus bukása után több magánegyetem is alakult. Szintén a főváros a központja az 1945-ben alapított Azerbajdzsáni Tudományos Akadémiának.
Állami egyetemek
- Azerbajdzsáni Orvostudományi Egyetem (1930)
- Azerbajdzsáni Közgazdaságtudományi Egyetem (1930)
- Azerbajdzsáni Olajipari Akadémia
- Azerbajdzsáni Műszaki Egyetem
- Azerbajdzsáni Idegen Nyelvek Egyeteme (1937)
- Bakui Szláv Egyetem
- Bakui Állami Egyetem (1919)
- Bakui Műszaki Egyetem (2016)

Magánegyetemek

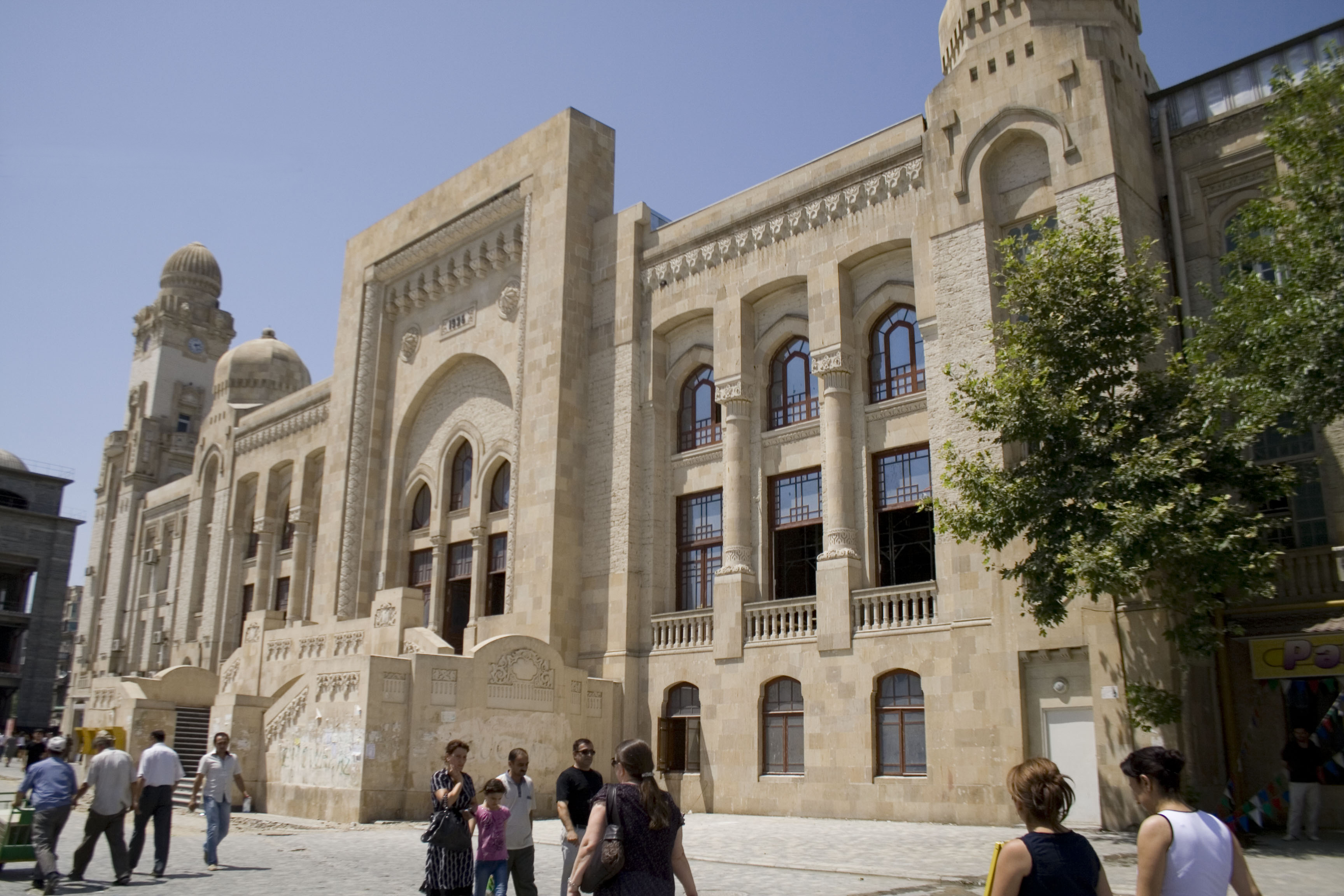
Bakui főpályaudvar

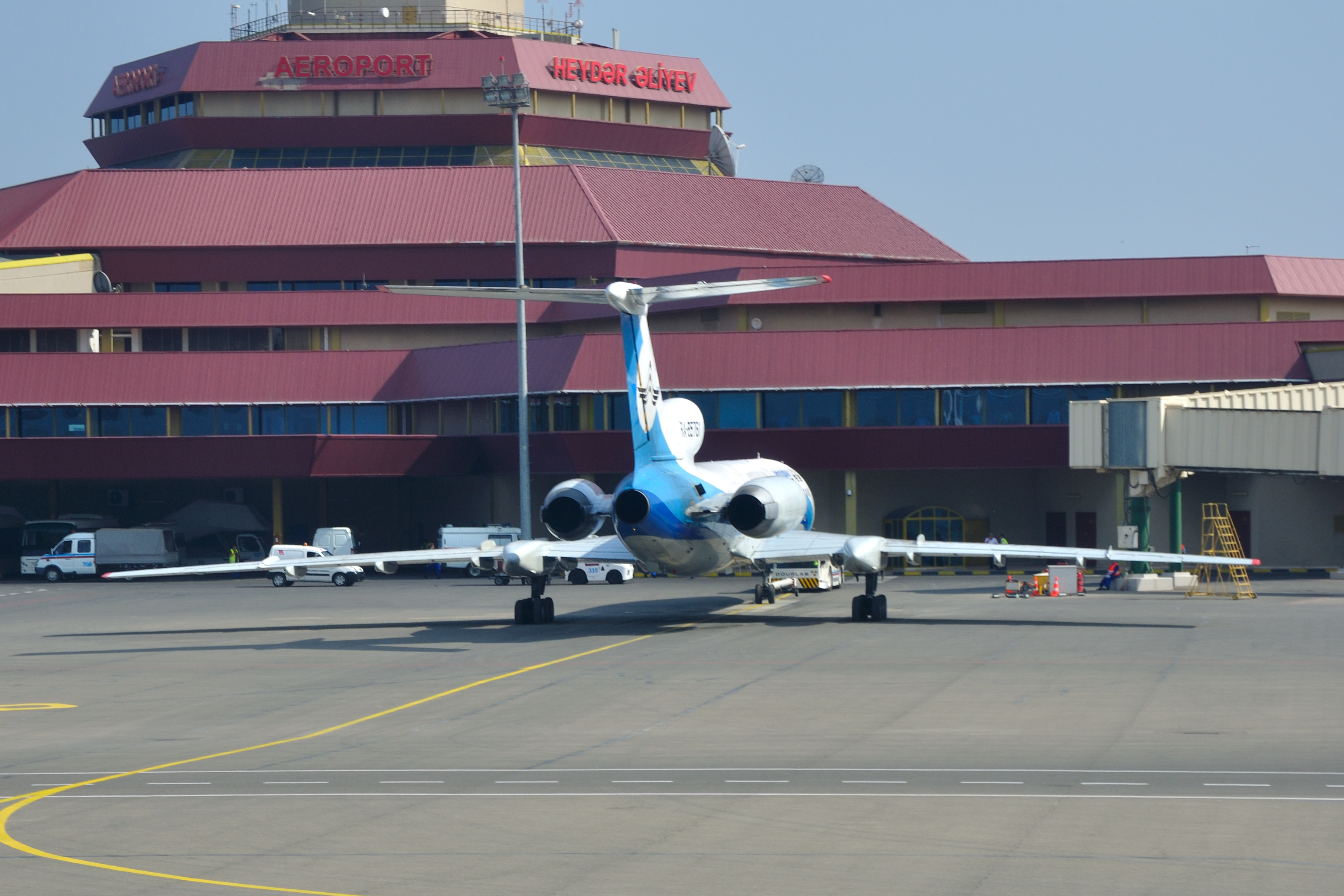
Bakui nemzetközi repülőtér

- Azerbajdzsáni Nemzetközi Egyetem (1997)
- Khazar Egyetem (1991)
- Odlar Yurdu Egyetem (1995)
- Qafqaz Egyetem (1992)
- Nyugati Egyetem (1991)

## Közlekedés
A város tömegközlekedését a metró és a buszok látják el. Régen voltak villamosvonalak is, de ezeket megszüntették. A bakui metró két vonalból áll, ezeket piros és zöld szín jelöli. A buszok az útvonalukon belül bárhol megállnak, ha leintik őket, vagy ha valaki szól a sofőrnek, hogy álljon meg. Ezen kívül még van két taxitársaság is a városban. A sárga színű kocsik a Star, míg a fehér színűek a Azerq taxis vállalat járművei.
A város repülőtere a Heydər Əliyev nemzetközi repülőtér. Ezenkívül rendszeres kompjáratok kötik össze Bakut a türkmenisztáni Türkmenbaşyval, illetve az iráni Bandar-e Anzalival és Nusahrral.

## Látnivalók
Baku belvárosának nagy részét az UNESCO Baku fallal körülkerített része a Şirvanşah térrel és a Szűz-toronnyal meghatározás alatt a világörökség részévé nyilvánította, 2000-ben. A sirváni sahok palotáján és a Szűz-tornyon kívül két karavánszeráj, fürdők, tűztemplom és a Djuma mecset is itt található, amely egykor a Szőnyeg- és Szépművészeti Múzeumnak adott otthont, de az most már az egykori Lenin Múzeum épületében található.
A főváros másik nevezetessége az egykori Kirov park, ma a „Mártírok vonala”, a karabahi háború és a "Fekete január" áldozatainak emlékére.
Ezen kívül a városban még található több múzeum, és szép, 19. századi épület, főleg a belvárosban és az olajkorszak idején épült városrészben.

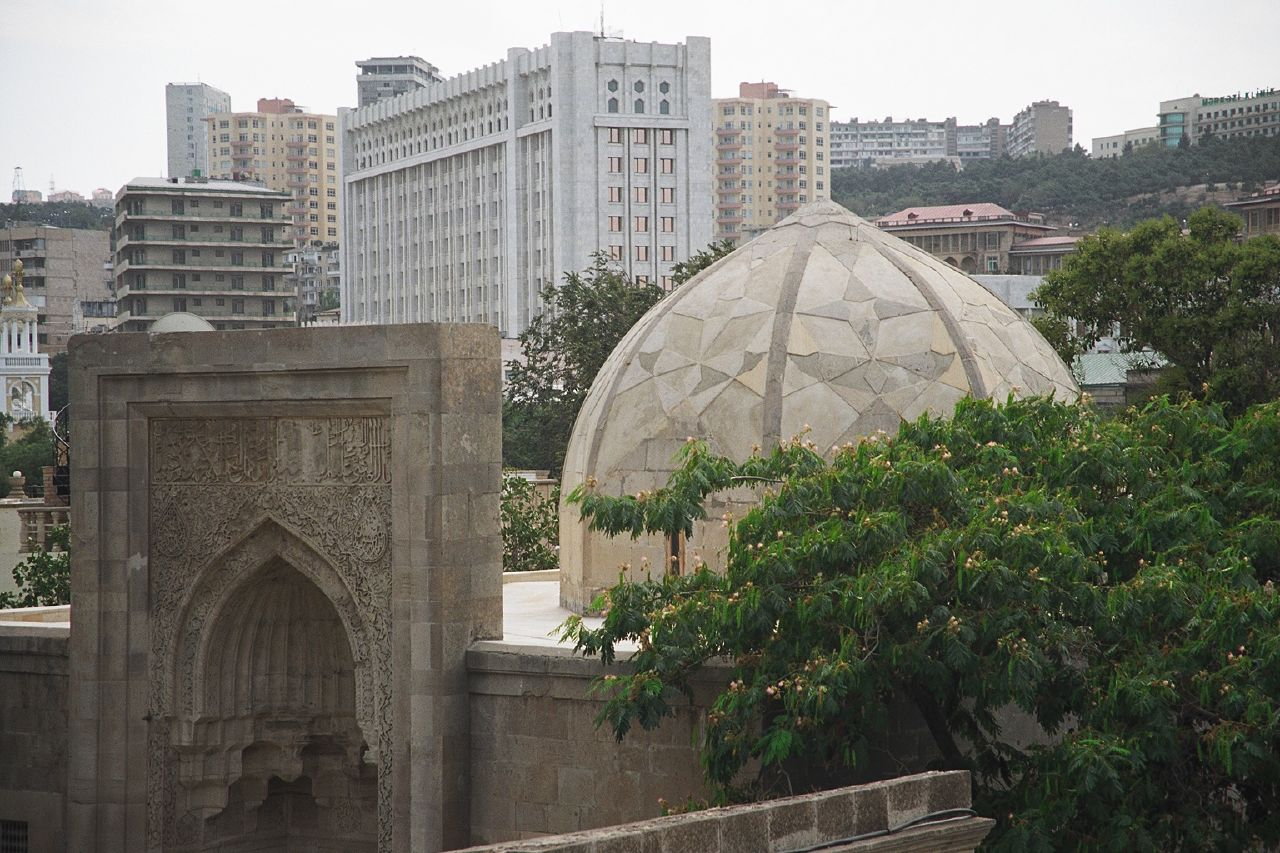
Az ó- és újváros
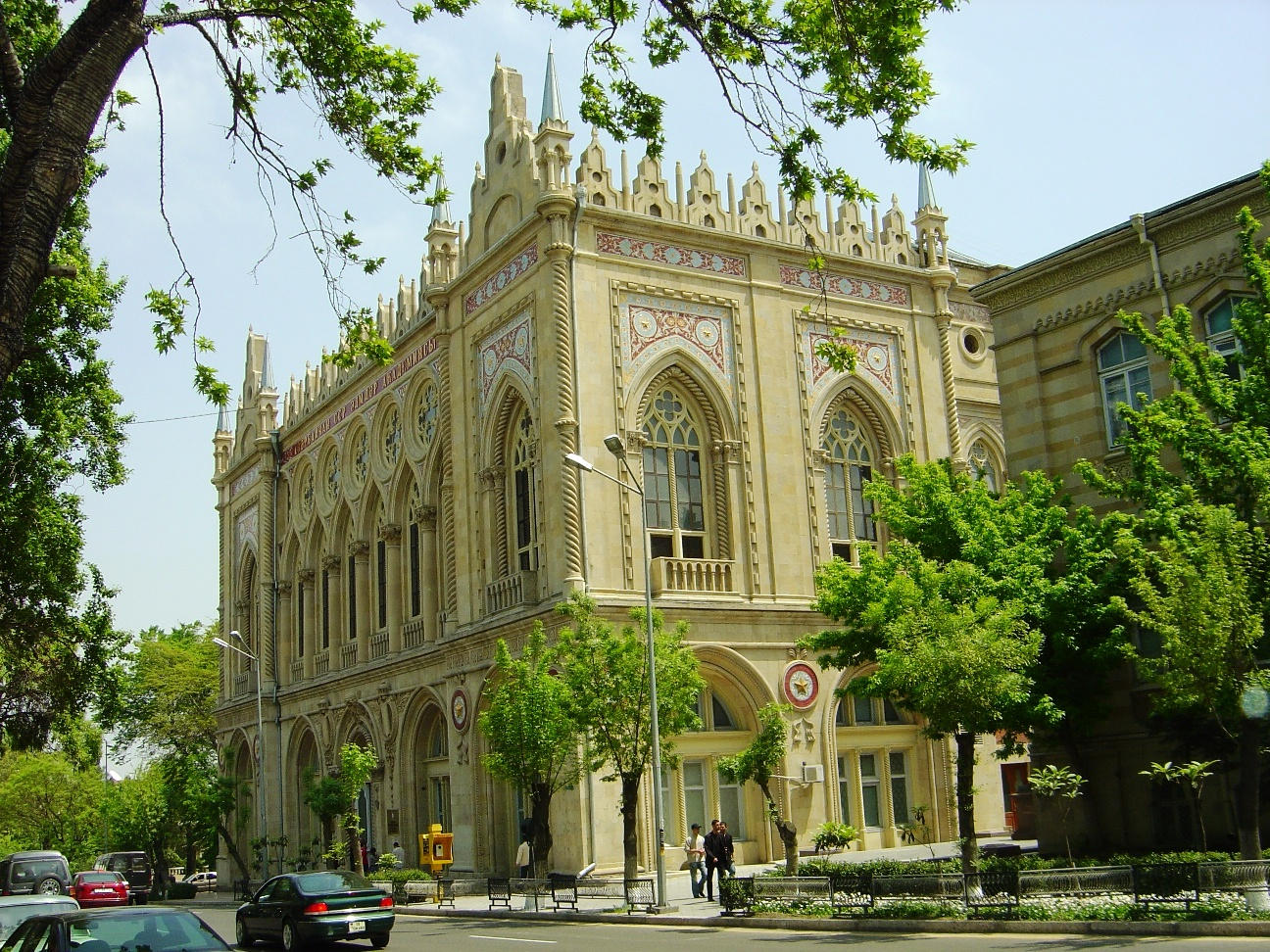
Tudományos Akadémia (Ismailiyye)
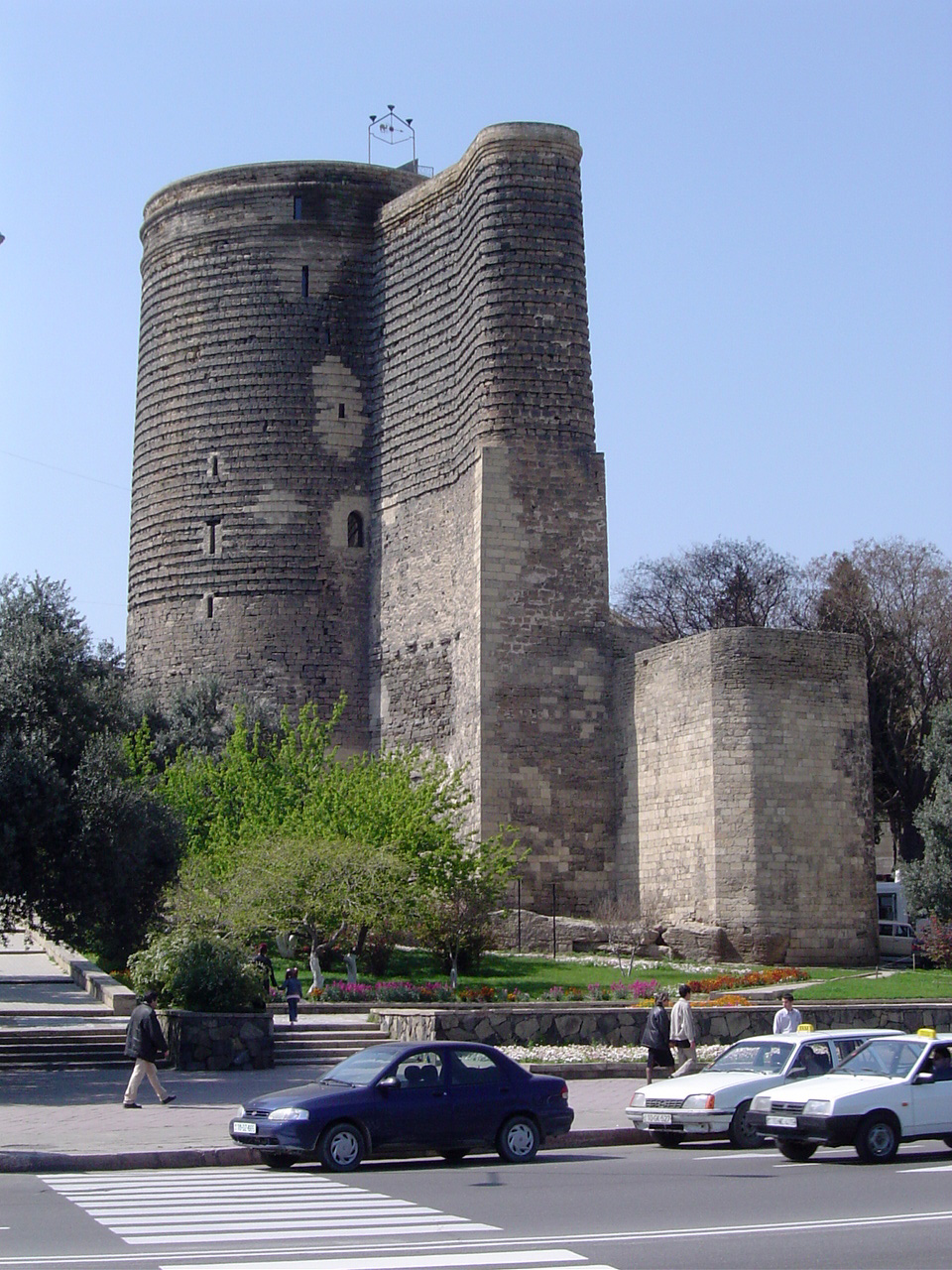
Szűz-torony
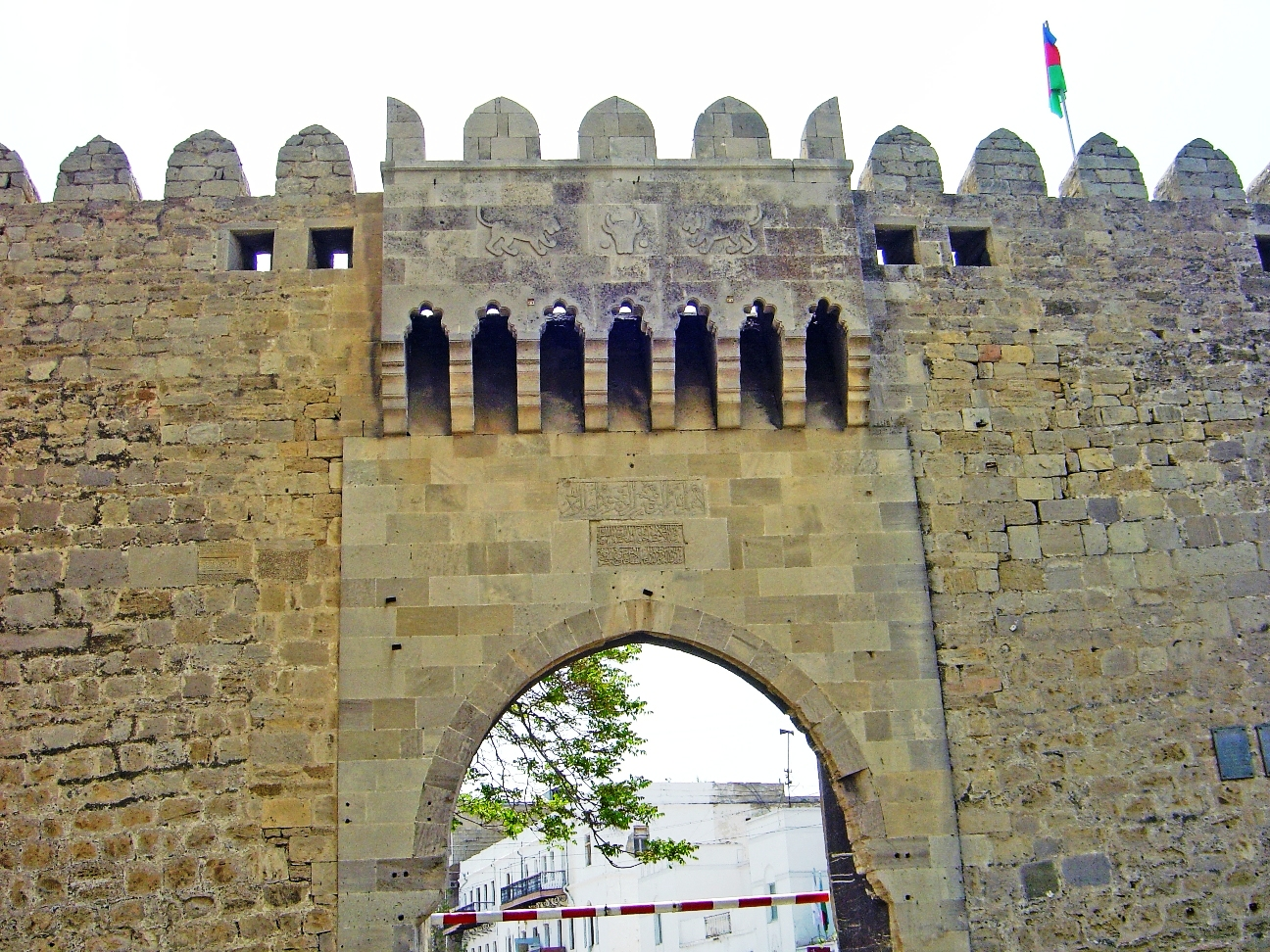
Kapu az Óvárosban
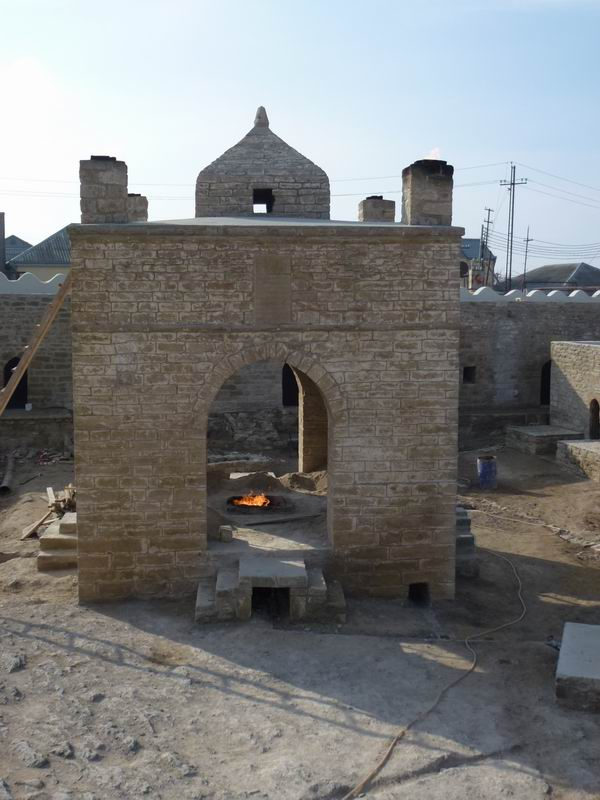
Tűztemplom
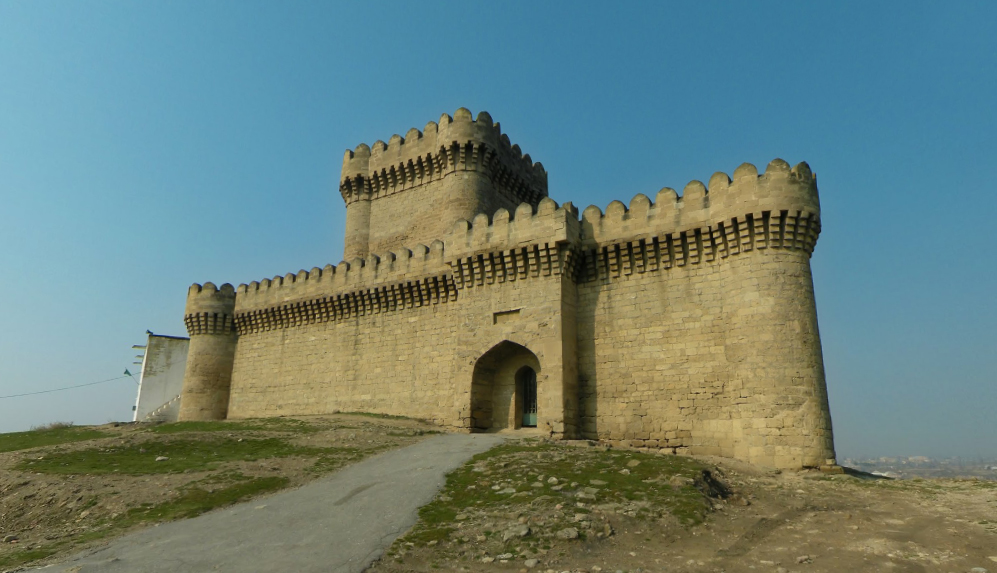
Ramanai vár

## Szórakozás

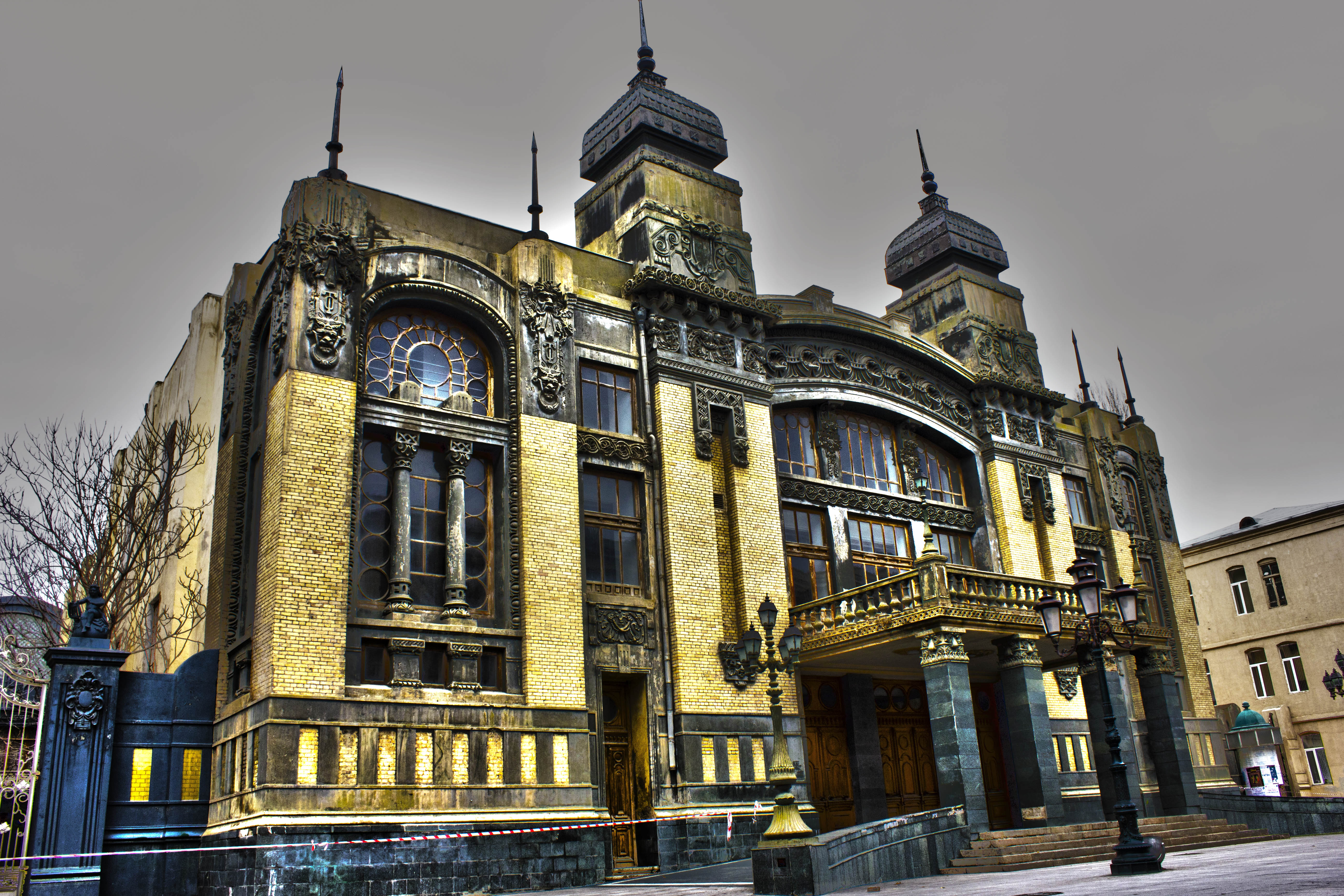
Az Opera épülete

Bakunak élénk kulturális élete van. A városban több színház, mozi, koncertterem, operaház, diszkó és kocsma található. Itt rendezték meg 2012 májusában a 2012-es Eurovíziós Dalfesztivált.
A színházak repertoárjában egyaránt megtalálhatók a nemzeti és nemzetközi művek. Az Azerbajdzsáni Állami Operaház és Balettintézet a legjelentősebb színház, illetve operaház. A Nemzeti Filharmónia koncertterme (Azərbaycan Dövlət Filarmoniyası) szintén népszerű, köszönhetően kitűnő akusztikájának. A legjelentősebb mozi az Azerbajdzsán Mozi, a Heydar Aliyev Palota pedig Baku legnagyobb előadóterme. A Gülüstan-palota az ország központi konferenciaközpontja. 
A diszkók kora reggelig, míg a kocsmák hajnalig tartanak nyitva. A legnépszerűbb diszkók a "Club 1033", "X-site", "Capitol Night Club", "Hyatt Disco", "Zagulba Disco Club" és a "Le Mirage". A pubok közül ismert a "Rigs bar" és a "Phoenix Bar".
Az egyik legjelentősebb rendezvény a minden évben megrendezett Bakui Nemzetközi Jazzfesztivál, ahová több híres zenész is érkezik az USA-ból, Németországból, Oroszországból, Grúziából stb.
A város legjelentősebb strandjai a Shikhovo és az "Ezeregy éjszaka".
A Formula–1 autóverseny-sorozat Baku belvárosában rendezi meg az azeri nagydíjat.

## Híres emberek
- Garri Kaszparov, Elmar Məhərrəmov és Teymur Rəcəbov sakknagymesterek, akik mindhárman Bakuból származnak.
- Msztyiszlav Rosztropovics Bakuban született 1927. március 27-én, és korának egyik legismertebb csellistája volt.
- Richard Sorge szovjet hírszerző. 1895-ben született Baku közelében, Sabunçuban, és német újságírónak álcázva szerzett információkat Németországból, Kínából és Japánból a GRU számára.
- Kərim Kərimov, a szovjet űrprogram irányítója 25 éven át. 1917. november 4-én született Bakuban.
- Itt született Amina Figarova (1964–) azeri dzsesszzongorista

## Testvérvárosok
| Város     | Ország              |
| --------- | ------------------- |
| Dzsidda   | Szaúd-Arábia        |
| Baszra    | Irak                |
| Bordeaux  | Franciaország       |
| Dakar     | Szenegál            |
| Houston   | Texas, USA          |
| Isztambul | Törökország         |
| İzmir     | Törökország         |
| Mainz     | Németország         |
| Nápoly    | Olaszország         |
| Szarajevó | Bosznia-Hercegovina |
| Honolulu  | Hawaii, USA         |
| Ammán     | Jordánia            |
| Konya     | Törökország         |
| Tebriz    | Irán                |
| Vũng Tàu  | Vietnám             |